# Ган, Константин Фёдорович
Константин Фёдорович Ган (нем. Konstantin Karl Friedrich Hahn; 1820—1903) — русский юрист, член Виленской судебной палаты, тайный советник.

## Биография
Родился 31 мая (12 июня) 1820 года. Его родители: отец — действительный статский советник и кавалер Фридрих Август фон Ган (1767—1851); мать — Гертруда Вильгельмина Августа, урожд. фон Штрик (1780—1841). Его старшие братья: Евгений (1807—1874) и Александр (1809—1895).
В июне 1841 года окончил Императорское училище правоведения (2-й выпуск). До 1852 года служил во 2-м департаменте Сената, затем был перемещён в Одесскую судебную палату. В 1858 году был награждён орденом Св. Анны 2-й степени. Вышел в отставку 17 августа 1860 года и 1 февраля 1861 года был произведён в действительные статские советники. Вернулся на службу в Одесскую судебную палату 9 ноября 1866 года. Был отмечен орденами Св. Владимира 3-й степени (1876) и Св. Станислава 1-й степени (1879).
С 1881 по 1886 годы был членом Виленской судебной палаты.
Умер 19 октября (1 ноября) 1903 года. Похоронен с женой на Тихвинском кладбище Александро-Невской лавры.

## Семья
- Жена — Елизавета Алексеевна Ган (урождённая Неклюдова; 1825—1903)
  - Дочь — Анна родилась 9 июня 1848 года[6].